# Föderation Vinzentinischer Gemeinschaften
Die Föderation Vinzentinischer Gemeinschaften ist ein Zusammenschluss mehrerer Kongregationen der Barmherzigen Schwestern vom Heiligen Vinzenz von Paul oder Vinzentinerinnen (lateinisch Puellae caritatis, französisch Filles de la Charité de Saint Vincent de Paul, Ordenskürzel FdC, in Österreich auch BHS) und ein Teil der vinzentinischen Familie, die sich auf dem heiligen Vinzenz von Paul gründet.
Der Ursprung der Barmherzigen Schwestern geht auf den 1734 durch Fürstbischof Armand Gaston de Rohan-Soubise in Straßburg gegründeten Zweig der Paulusschwestern von Chartres zurück. Vom Elsass aus breitete sich die Gemeinschaft Mitte des 19. Jahrhunderts im deutschsprachigen Raum aus und es wurden mehrere eigenständige Kongregationen (Mutterhäuser) gegründet. Diese haben sich 1970 mit der Ursprungsgemeinschaft zu einer Föderation zusammengeschlossen. In der zweiten Hälfte des 20. Jahrhunderts sind weitere Gründungen in Asien, Afrika und Südamerika entstanden.
Hauptaufgaben der Schwestern sind Kranken- und Altenpflege sowie Erziehung und Bildung. Viele Vinzentinerinnen sind auch in der Mission tätig. Die Gesamtzahl der Mitglieder der Föderation Vinzentinischer Gemeinschaften beträgt etwa 4500 Schwestern.
Das Abzeichen der Barmherzigen Schwestern ist das Ankerkreuz, ein von einer Raute eingeschlossenes Kreuz mit einem kürzeren unteren Längsbalken und einem Anker.

## Gründungsgeschichte
Vinzenz von Paul, dessen soziales Engagement ihm den Beinamen Heiliger der Nächstenliebe einbrachte, gründete zusammen mit Louise de Marillac 1633 in Paris die Filles de la Charité (Töchter der christlichen Liebe), eine Schwesterngemeinschaft zum Dienst in der Krankenpflege. Die Gründer wollten damals ausdrücklich keinen Orden gründen, da ein Ordensleben für Frauen damals nur mit einer klausurierten Lebensweise vereinbar war. Die Vinzentinerinnen verließen das Kloster jedoch zur Krankenpflege.
1695 forderte der Pfarrer Louis Chauvet die Entsendung von Schwestern aus Paris an, um in seinem Dorf Levesville bei Chartres die Krankenpflege zu übernehmen. Weil aber keine Schwestern entsandt werden konnten, gründete er eine Ordensgemeinschaft, die Paulusschwestern. Bei diesen wiederum wurden 1732 junge Frauen aus dem Elsass ausgebildet, die zwei Jahre später in ihre Heimat Zabern bei Straßburg zurückkehrten und dort als Krankenschwestern arbeiteten. Bischof Armand Gaston de Rohan-Soubise (1674–1749) begründete die Gemeinschaft der Frauen, die sich Barmherzige Schwestern nannten und Vinzenz von Paul als ihren geistigen Vater betrachteten. Von Straßburg aus verbreitete sich die Gemeinschaft nach Deutschland und Österreich.
Auf Anregung des Zweiten Vatikanischen Konzils haben sich in Deutschland einige dieser selbständigen Kongregationen 1970 zu einer Föderation zusammengeschlossen, der sich dann auch die österreichischen Niederlassungen anschlossen. Am 7. Oktober 1994 wurde feierlich die Affiliation der Föderation mit den Lazaristen und den Töchtern der christlichen Liebe vollzogen.

## Gliederung
Der Föderation Vinzentinischer Gemeinschaften gehören folgende Kongregationen an (Stand 2012):
- Congrégation des Sœurs de la Charité de Strasbourg (Frankreich, gegr. 1734)
- Gemeinschaft der Barmherzigen Schwestern des heiligen Vinzenz von Paul von Zams (Mutterhaus anerk. 1826); Provinzhaus Gries-Bozen (Glurns 1840, Bozen 1925);[2] Niederlassung in Moro/Peru[3]
- Kongregation der Barmherzigen Schwestern vom Hl. Vinzenz von Paul in Innsbruck[4] (gegr. 1826); Provinzhaus Meran (Bozen 1922, Meran 1941);[5] Provinzhaus Treviso (Görz 1846, Treviso 1955)[6]; Region Mitundu/Tansania 1982[7]
- Kongregation der Barmherzigen Schwestern vom hl. Vinzenz von Paul Mutterhaus München (gegr. 1832)
- Kongregation der Barmherzigen Schwestern vom Hl. Vinzenz von Paul Wien-Gumpendorf (gegr. 1832, begetr. 2007)[8]
- Kongregation der Barmherzigen Schwestern vom hl. Vinzenz von Paul, Mutterhaus Fulda (gegr. 1834)
- Kongregation der Barmherzigen Schwestern vom Hl. Vincenz von Paul zu Paderborn (gegr. 1841)
- Orden der Barmherzigen Schwestern vom hl. Vinzenz von Paul Freiburg (gegr. 1846)
- Kongregation der Barmherzigen Schwestern vom hl. Vinzenz von Paul in Hildesheim (gegr. 1857)
- Barmherzige Schwestern vom hl. Vinzenz von Paul in Untermarchtal (e. V., gegr. 1858)
- Kongregation der Barmherzigen Schwestern vom hl. Vinzenz von Paul Mutterhaus Augsburg (gegr. 1862)
- Kongregation der Barmherzige Schwestern v. Hl. Vinzenz von Paul, Heppenheim (e. V., gegr. 1921)
- Congregation of the Sisters of Charity of St. Vincent de Paul Mananthavady (Indien, gegr. 1976)
- Congregation of the Sisters of Charity of St. Vincent de Paul Suwon (Südkorea)

Die österreichischen Niederlassungen Graz/Salzburg leiten sich nicht von Straßburg her, sondern sind eine Provinz der Pariser Töchter der christlichen Liebe und nennen sich selbst ebenfalls Barmherzige Schwestern. Etliche der Krankenhäuser der Vinzentinerinnen arbeiten in der Vinzenz Gruppe zusammen.
In Südtirol gibt es sowohl eine mit Zams verbundene Provinz mit Sitz in Bozen als auch eine vom Mutterhaus in Innsbruck abhängige in Meran. Die Bozner Schwestern führen das Jesuheim in Girlan, die Meraner Schwestern die Privatklinik Martinsbrunn mit dem Südtiroler Palliativzentrum.